# Kristrún Rut Antonsdóttir
Kristrún Rut Hassing Antonsdóttir (født. 12. oktober 1994 i Odense, Danmark) er en islandsk fodboldspiller, der spiller midtbane for Mallbackens IF i Elitettan.
Hun har tidligere spillet for UMF Selfoss, italienske ASD Femminile Chieti og A.S. Roma, norske Avaldsnes IL og senest den danske ligaklub Ballerup-Skovlunde Fodbold.